# Condado de Ada
O Condado de Ada (em inglês:  Ada County) é um dos 44 condados do estado americano do Idaho. A sede e maior cidade do condado é Boise, que é também a capital do estado. Foi fundado em 22 de dezembro de 1864 e recebeu o seu nome de Ada Riggs, a primeira filha de pioneiros a nascer no condado.
O condado tem uma área de 2 746 km², dos quais 2 726 km² estão cobertos por terra e 20 km² por água, uma população de 392 365 habitantes, e uma densidade populacional de 143,9 hab/km² (segundo o censo nacional de 2010). É o condado mais populoso do Idaho.